# Juan Barros Madrid
Juan Barros Madrid (* 15. Juli 1956 in Santiago de Chile) ist ein chilenischer Geistlicher und emeritierter römisch-katholischer Bischof von Osorno, gegen den wegen unterschiedlicher Verwicklungen in die Missbrauchsaffäre in der römisch-katholischen Kirche in Chile staatsanwaltliche Ermittlungen geführt werden.

## Leben
Juan Barros Madrid empfing am 20. Juni 1984 die Priesterweihe.
Papst Johannes Paul II. ernannte ihn am 12. April 1995 zum Weihbischof in Valparaíso und Titularbischof von Bilta. Die Bischofsweihe spendete ihm der Bischof von Valparaíso, Jorge Arturo Augustin Medina Estévez, am 29. Juni desselben Jahres; Mitkonsekratoren waren Juan Francisco Kardinal Fresno Larraín, Alterzbischof von Santiago de Chile, und Horacio del Carmen Valenzuela Abarca, Weihbischof in Santiago de Chile.
Als Wahlspruch wählte er Fiat voluntas tua (Dein Wille geschehe). Am 21. November 2000 wurde er zum Bischof von Iquique ernannt. Von 2004 bis 2015 war er Militärbischof von Chile.
Papst Franziskus ernannte ihn am 10. Januar 2015 zum Bischof von Osorno.
Am 11. Juni 2018 nahm Papst Franziskus seinen Rücktritt als Bischof von Osorno an. Sein Nachfolger wurde Jorge Enrique Concha Cayuqueo als apostolischer Administrator.

## Vorwurf der Vertuschung von sexuellem Missbrauch
Der Gottesdienst zur Amtseinführung von Juan Barros in Osorno am 21. März 2015 wurde massiv von zahlreichen demonstrierenden Gläubigen gestört und in Chile landesweit beachtet. Sie warfen ihm vor, von Fällen des sexuellen Missbrauchs Jugendlicher und junger Seminaristen gewusst und den Täter, den kirchlich und politisch einflussreichen Priester Fernando Karadima, seinen geistlichen Mentor, gedeckt zu haben. Barros hatte zum engen Vertrautenkreis Karadimas in dessen Elitepfarrei in der Gemeinde El Bosque in Santiago de Chile gehört.
Sowohl die Chilenische Bischofskonferenz als auch der Vatikan stellten sich hinter Barros und betonten, die Kongregation für die Bischöfe habe die Nominierung genau geprüft und keine Gründe gegen die Ernennung gefunden. Nachdem Papst Franziskus bei seinem Besuch in Chile im Januar 2018 Bischof Barros erneut öffentlich verteidigte und damit die Opfer des 2011 verurteilten Missbrauchstäters Karadima vor den Kopf stieß, kritisierte ihn auch der Vorsitzende der päpstlichen Kinderschutzkommission, Kardinal Seán Patrick O’Malley. Am 30. Januar 2018 wurde bekanntgegeben, dass der Erzbischof von Malta zur Prüfung der Vorwürfe nach Chile reisen werde. Nach Gesprächen mit dem Papst im Mai 2018 boten am 18. Mai 2018 alle amtierenden chilenischen Bischöfe, insgesamt 34, Papst Franziskus geschlossen ihren Amtsverzicht an. Juan Barros hatte dem Papst bereits einige Wochen zuvor im Zuge der Debatte um seine umstrittene Teilnahme an den kirchlichen Zeremonien während des Papstbesuchs seinen Rücktritt angeboten. Der Papst nahm ihn informell bereits Ende April oder Anfang Mai, als Barros sich vor der Ankunft seiner Amtskollegen in Rom aufhielt, offiziell am 11. Juni desselben Jahres an.
Juan Barros gehört zu den sieben chilenischen Bischöfen, gegen die wegen unterschiedlicher Verwicklungen in die Missbrauchsaffäre in der römisch-katholischen Kirche in Chile staatsanwaltliche Ermittlungen geführt werden.